# 2001 في مصر
فيما يلي قوائم الأحداث التي وقعت خلال عام 2001 في مصر.

## سياسة

### انتهاء فترة المنصب
- 15 مايو – عمرو موسى قائمة وزراء خارجية مصر.

## أفلام
من الأفلام التي صدرت هذه السنة في مصر:
- 1 يناير – أصحاب ولا بزنس من إخراج علي إدريس.
- 1 يناير – أيام السادات من إخراج محمد خان.
- 1 يناير – بدر
- 1 يناير – بطل من الجنوب
- 1 يناير – جرانيتا
- 1 يناير – جواز بقرار جمهوري من إخراج خالد يوسف.
- 1 يناير – رانديفو من إخراج علي عبد الخالق.
- 1 يناير – زكية زكريا في البرلمان
- 1 يناير – سكوت حنصور
- 1 يناير – شرم برم
- 23 يناير – مذكرات مراهقة من إخراج إيناس الدغيدي.
- 5 مارس – علشان ربنا يحبك من إخراج رأفت الميهي.
- 13 مايو – صعيدي رايح جاي من إخراج محمد النجار.
- 30 مايو – الأبواب المغلقة
- 30 مايو – جالا جالا
- 20 يونيو – أسرار البنات من إخراج مجدي أحمد علي.
- 11 يوليو – أفريكانو من إخراج عمرو عرفة.
- 25 يوليو – ابن عز من إخراج شريف عرفة.
- 1 أغسطس – 55 إسعاف من إخراج مجدي الهواري.
- 8 أغسطس – جاءنا البيان التالي من إخراج سعيد حامد.
- 22 ديسمبر – الرجل الأبيض المتوسط من إخراج شريف مندور.
- 30 ديسمبر – الساحر من إخراج رضوان الكاشف.

## برامج ومسلسلات وأنمي
- للعدالة وجوه كثيرة

## موسيقى

### ألبومات
من الألبومات التي صدرت هذه السنة في مصر:
- 1 يناير – أكتر واحد من غناء عمرو دياب.

## وفيات

### يناير
- 1 يناير – إبراهيم شمس (مواليد 1914) ربّاع مصري.
- 1 يناير – علي الشوباشي (مواليد 1933)
- 25 يناير – أشرف فهمي (مواليد 1936) مخرج أفلام مصري.

### يونيو
- 1 يونيو – على كوبان (مواليد 1929) مغني مصري.
- 3 يونيو – بهجت عثمان (مواليد 1931) رسام كارتون مصري.
- 16 يونيو – راغب مفتاح (مواليد 1898) عالم موسيقى مصري.
- 21 يونيو – سعاد حسني (مواليد 1943) ممثلة مصرية - سورية.

### سبتمبر
- 11 سبتمبر – محمد عطا (مواليد 1968)
- 25 سبتمبر – جمال رمسيس (مواليد 1921) ممثل مصري.

### نوفمبر
- 16 نوفمبر – محمد عاطف (مواليد 1944) قائد عسكري مصري.
- 22 نوفمبر – محمد إبراهيم كامل (مواليد 1927)